# روزن‌هاین (نیوجرسی)
روزن‌هاین (به انگلیسی: Rosenhayn) یک منطقهٔ مسکونی در ایالات متحده آمریکا است که در شهرستان کامبرلند، نیوجرسی واقع شده‌است. روزن‌هاین ۶٫۸۷۴ کیلومتر مربع مساحت و ۱٬۰۹۸ نفر جمعیت دارد و ۳۳ متر بالاتر از سطح دریا واقع شده‌است.